# LANSA (Perú)
Líneas Aéreas Nacionales S.A. (LANSA) fue una aerolínea peruana con sede en Lima, que se estableció en 1963. Después de que su último Lockheed Electra se estrellara en la Nochebuena de 1971, LANSA dejó de operar y perdió su certificado de autoridad operativa el 4 de enero de 1972, cuando el capital monetario se agotó.  

## Historia

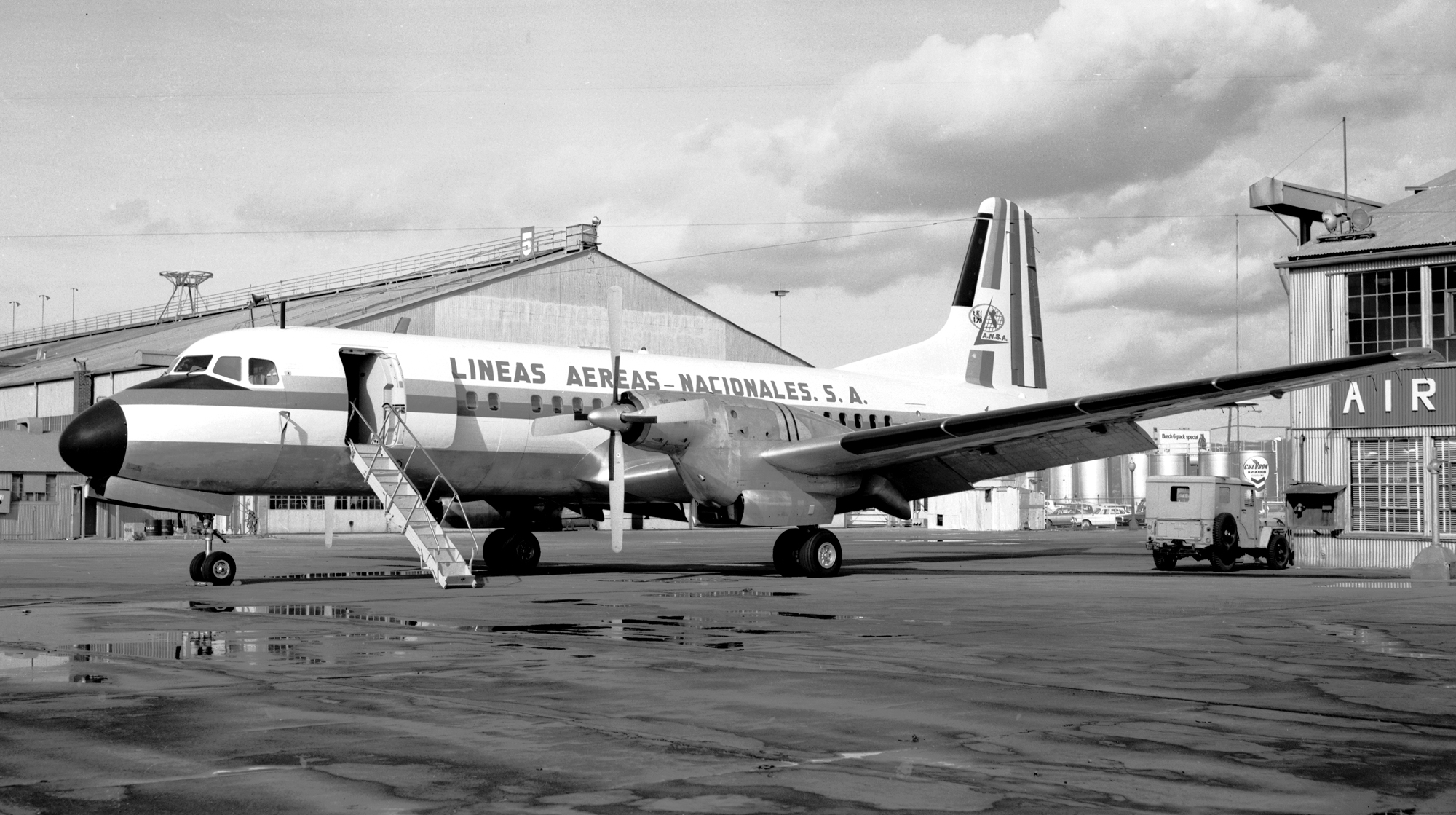
NAMC YS-11 de LANSA en el Aeropuerto Internacional de Oakland (1967)

LANSA fue fundada en 1963, e inició operaciones de vuelos en enero de 1964 con conexiones internas. En 1965, Eastern Air Lines compró el 33,3%. De mayo a septiembre de 1966 la compañía suspendió sus actividades de vuelo mientras se sometía a una profunda reorganización y pasó completamente bajo control peruano. Con la llegada del NAMC YS-11 en 1967, LANSA incrementó el número de vuelos a 9 aeropuertos nacionales, entre ellos Cuzco e Iquitos.

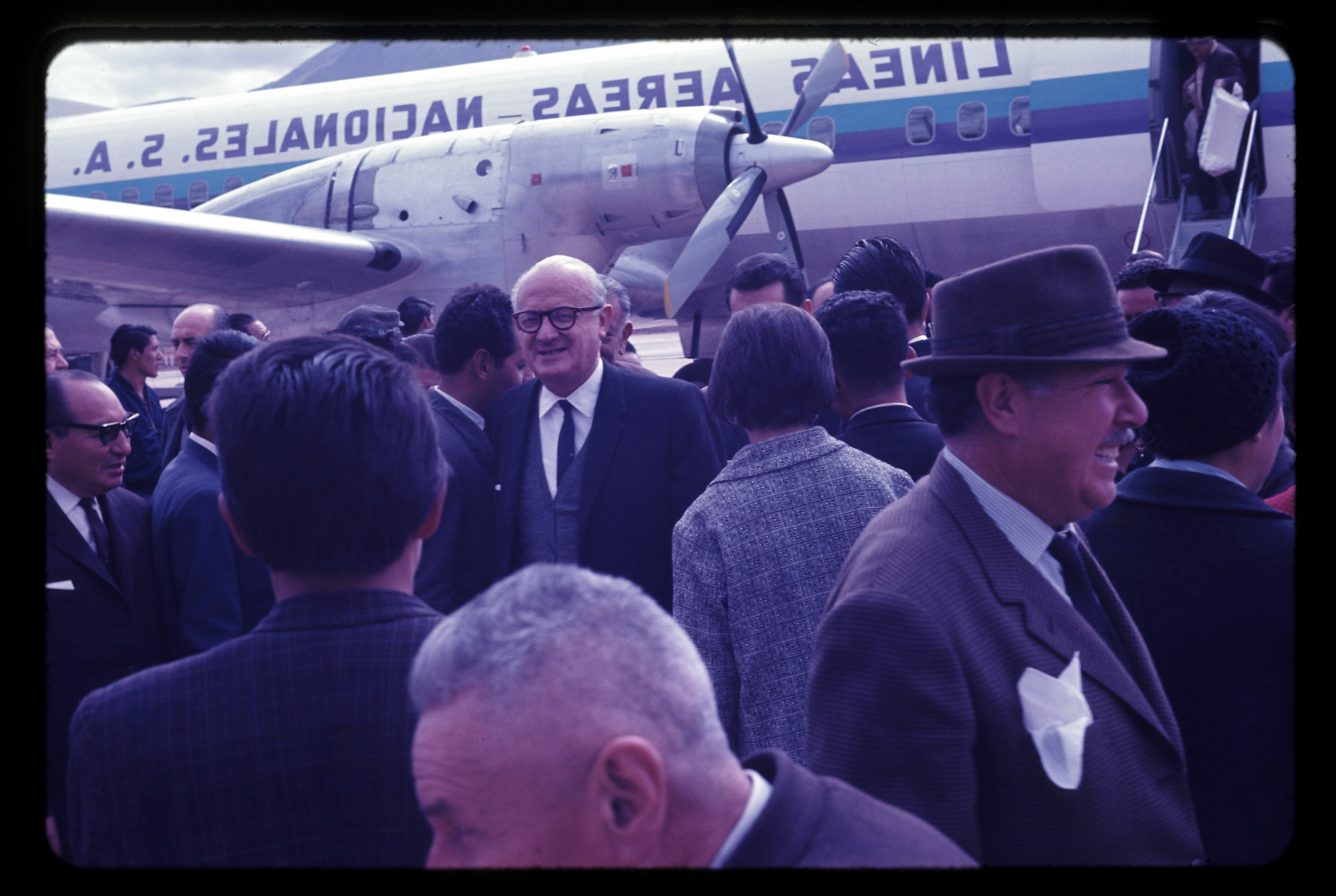
Edgardo Seoane Corrales, vicepresidente de Perú entre 1963 y 1968, bajando de un NAMC YS-11 de LANSA (1968)

El 4 de enero de 1972, el gobierno del general Juan Velasco Alvarado revocó el certificado de operación de LANSA. La aerolínea ya había cesado todas sus operaciones, tras el accidente del vuelo 508 en el que se perdió su último Lockheed L-188 Electra en condiciones de volar el 24 de diciembre de 1971. Todos los demás aviones ya habían sido retirados del servicio, se perdieron en accidentes o quedaron en tierra en Lima como inoperantes. 

## Flota histórica
| Aeronaves                    | Total | Introducido | Retirado | Matrículas                                                  |
| ---------------------------- | ----- | ----------- | -------- | ----------------------------------------------------------- |
| Douglas DC-4                 | 1     | 1971        | 1971     | HR-LAI                                                      |
| Lockheed L-188A Electra      | 2     | 1969        | 1971     | OB-R-941 y OB-R-939                                         |
| Lockheed L-749 Constellation | 6     | 1964        | 1971     | OB-R-733, OB-R-785, OB-R-771, OB-R-740, OB-R-743 y OB-R-732 |
| NAMC YS-11                   | 4     | 1967        | 1971     | OB-R-893, OB-R-857, OB-R895 y OB-R907                       |

## Antiguos destinos
| Países         | Destinos | Aeropuertos                                                      |
| -------------- | -------- | ---------------------------------------------------------------- |
| Estados Unidos | Miami    | Aeropuerto Internacional de Miami                                |
| Honduras       | La Ceiba | Aeropuerto Internacional Golosón                                 |
| Perú           | Arequipa | Aeropuerto Internacional Rodríguez Ballón                        |
| Perú           | Cuzco    | Aeropuerto Internacional Alejandro Velasco Astete                |
| Perú           | Huancayo | Aeropuerto Francisco Carlé                                       |
| Perú           | Iquitos  | Aeropuerto Internacional Coronel FAP Francisco Secada Vignetta   |
| Perú           | Lima     | Aeropuerto Internacional Jorge Chávez (HUB)                      |
| Perú           | Piura    | Aeropuerto Internacional Capitán FAP Guillermo Concha Iberico    |
| Perú           | Pucallpa | Aeropuerto Internacional Capitán FAP David Abensur Rengifo       |
| Perú           | Tacna    | Aeropuerto Internacional Coronel FAP Carlos Ciriani Santa Rosa   |
| Perú           | Trujillo | Aeropuerto Internacional Capitán FAP Carlos Martínez de Pinillos |

## Accidentes e incidentes
- El 27 de abril de 1966, un Lockheed L-749 Constellation, con la cual sufre su primer accidente el 27 de abril de 1966, durante un vuelo de Lima a Cuzco, cuando la nave se estrella contra el Monte Talsula, en la sierra de Yauyos, con la consiguiente muerte de los 49 ocupantes del avión siniestrado, ello debido a un error del piloto de nacionalidad norteamericana.
- El 9 de agosto de 1970 se produce otro accidente fatal, esta vez fue un Lockheed L-188A Electra, que operaba el vuelo 502, despegó del Aeropuerto Internacional Alejandro Velasco Astete de la ciudad de Cuzco en horas de la tarde, produciéndose el fallo del motor número 3 -un turbohélice Allison- al momento de intentar despegar. El capitán de la nave, lejos de abortar el despegue, continuó con esta operación no logrando mantener la velocidad necesaria para el ascenso, hecho que se agravó al retraer los flaps con la consiguiente pérdida de sustentación, originando que el avión se inclinara al lado izquierdo impactando finalmente contra el suelo, en el sector de San Jerónimo. Como resultado de este accidente fallecieron 99 de los 100 ocupantes del avión y 2 agricultores que se encontraban en tierra en el momento del impacto.
- El 24 de diciembre de 1971 alrededor de las 12:36 horas el vuelo 508 aparentemente fue alcanzado por un rayo sobre el ala derecha del Lockheed L-188 Electra e incendió el tanque de combustible (hecho que en realidad nunca fue probado con certeza), el incendio provocó un fallo estructural general que partió la aeronave a nivel de la cola. La aeronave cayó sobre la selva amazónica peruana con un saldo de 91 fallecidos y con una única joven superviviente, Juliane Koepcke.